# Triodia dielsii
Triodia dielsii là một loài thực vật có hoa trong họ Hòa thảo. Loài này được (C.E.Hubb.) Lazarides miêu tả khoa học đầu tiên năm 1997.